# The Incredibly Strange Creatures Who Stopped Living and Became Mixed-Up Zombies
The Incredibly Strange Creatures Who Stopped Living and Became Mixed-Up Zombies (de vegades s'afegeix "!!?" al títol i s'escurça a The Incredibly Strange Creatures) és una pel·lícula de monstres estatunidenca del 1964 produïda i dirigida per Ray Dennis Steckler. Steckler també actua a la pel·lícula, acreditada sota el pseudònim "Cash Flagg".
A la pel·lícula, tres amics visiten un carnaval i es troben amb un grup d'ocultistes i monstres desfigurats.  Produïda amb un pressupost de 38.000 dòlars, gran part de la pel·lícula té lloc al parc d'atraccions The Pike a Long Beach (Califòrnia), que s'assembla a Coney Island de Brooklyn. La pel·lícula va ser anunciada com el primer "musical de monstres", superant The Horror of Party Beach per només un mes en la data d'estrena.
En el moment de l'estrena, la pel·lícula va rebre crítiques negatives i alguns crítics la consideren una de les les pitjors pel·lícules mai fetes. La pel·lícula va ser satiritzada en un episodi de 1997 de la sèrie de televisió de ciència-ficció de culte Mystery Science Theater 3000.

## Argument
En Jerry, d'esperit lliure, la seva xicota Angela i el seu amic Harold surten a passar un dia a una fira a la vora del mar. En un local, Marge, una alcohòlica supersticiosa que beu abans i entre espectacles, i la seva parella, Bill Ward, interpreten un número de ball per a un públic reduït. Entre bastidors, Marge veu un gat negre i, pertorbada per la seva aparició, visita la poderosa endevina Estrella per esbrinar què significa. A la seva cabina d'endevinació, Estrella prediu la mort de Marge, que surt corrent, aterrida, passant per davant de Jerry, Angela i Harold. Els tres decideixen que l'endevinin. Estrella prediu "una mort a prop de l'aigua" per a algú proper a Angela.
Després de sortir de la cabina d'Estrella, Jerry veu la germana d'Estrella, Carmelita, una stripper que l'hipnotitza amb la seva mirada glacial, i ell se sent obligat a veure-la actuar. Angela surt de la fira, disgustada, amb Harold a remolc. Després de l'espectacle, Jerry és enganyat entre bastidors a l'habitació d'Estrella amb una nota i ella converteix Jerry en un zombi hipnotitzant-lo amb una roda en espiral. Aleshores, en Jerry s'enfronta a una violenta agressió nocturna de la qual no tindrà cap record, matant la Marge i ferint mortalment en Bill. L'endemà, en Jerry també intenta estrangular la seva xicota, l'Angela. Es descobreix que l'Estrella, amb el seu sequaç Ortega, ha estat convertint els clients de la fira en zombis llançant-los àcid a la cara, desfigurant-los i després empresonant-los a la seva cabina d'endevinació.
Intercalats al llarg de la pel·lícula hi ha diversos números de producció de cançons i balls a la discoteca de la fira, amb cançons com "Choo Choo Ch'Boogie" i "Shook Out of Shape".
Jerry, sospitant de la seva retenció mental fragmentada, s'enfronta a l'Estrella a la fira. És hipnotitzat per segona vegada, i aquella nit apunyala una ballarina de la fira i anunciador a casa de la ballarina. Tornant amb l'Estrella, ella llença àcid a la cara d'en Jerry i intenta empresonar-lo, només perquè els seus altres zombis escapin. Els zombis maten immediatament l'Estrella, la Carmelita, l'Ortega i diversos artistes abans de ser disparats per la policia. Jerry, parcialment desfigurat però no completament zombi, escapa de la fira i és perseguit fins a la costa, on la policia el mata a trets davant de l'Angela i Harold. La predicció d'Estrella d'"una mort a prop de l'aigua" per a algú proper a Angela es compleix.

## Repartiment
- Ray Dennis Steckler com a Jerry (acreditat com a Cash Flagg)
- Carolyn Brandt com a Marge Neilson
- Brett O'Hara com a Madam Estrella
- Atlas King com a Harold
- Sharon Walsh com a Angela
- Pat Kirkwood com a Madison (acreditada com a Madison Clarke)
- Erina Enyo com a Carmelita
- Toni Camel com a Stella
- Don Russell com a Ortega (acreditat com a Jack Brady)
- William Turner com a Bill Ward (acreditat com a Bill Ward)

## Producció i llançament

### Títol
En el moment del llançament, The Incredibly Strange Creatures Who Stopped Living and Became Mixed-Up Zombies era la segona pel·lícula amb títol més llarg del gènere de terror, sent la primera The Saga of the Viking Women and Their Voyage to the Waters of the Great Sea Serpent de  (Roger Corman. Més tard va ser parodiada per Mystery Science Theater 3000..
Tanmateix, aquest no era el títol original de la pel·lícula. Tal com relata Steckler, se suposava que la pel·lícula s'havia de titular "The Incredibly Strange Creatures, or Why I Stopped Living and Became a Mixed-up Zombie", però es va canviar en resposta a l'amenaça de Columbia Pictures d'una demanda per la similitud del nom amb Dr. Strangelove or: How I Learned to Stop Worrying and Love the Bomb, que estava en producció al mateix temps. Steckler va bromejar més tard dient que podria haver fet 5 pel·lícules amb el que probablement havien gastat en advocats.
La pel·lícula va ser estrenada originalment per Fairway-International Pictures, l'estudi d'Arch Hall Sr., que la va posar a la meitat inferior d'un cartell doble amb una de les seves pròpies pel·lícules. Insatisfet, Steckler va comprar els drets de distribució a Hall i va comprar els drets d'una pel·lícula de Coleman Francis que també va aparèixer a MST3K, The Beast of Yucca Flats. La pel·lícula finalment es va estrenar als Estats Units en estrena limitada. Per aconseguir clients habituals, Steckler va canviar el títol de la pel·lícula nombroses vegades, amb títols com ara The Incredibly Mixed-Up Zombie, Diabolical Dr. Voodoo i The Teenage Psycho Meets Bloody Mary.

### Estudi
Gran part de la pel·lícula es va filmar en un antic temple maçònic, buit des de feia temps, a Glendale (Califòrnia), propietat de l'actor Rock Hudson. L'edifici de nou pisos era una sèrie d'"escenaris de so" improvisats apilats pis rere pis, alguns prou grans per crear les escenes de fira a l'interior. Aquest va ser l'estudi que es va utilitzar aquell any per a la producció de The Creeping Terror, una altra pel·lícula de monstres de baixa qualitat també parodiada per MST3K. Els Film Center Studios eren populars entre els productors no sindicalitzats perquè podien apagar l'ascensor per bloquejar els agents sindicals de l'IATSE, que trobaven difícil pujar les escales fins a l'escenari principal del setè pis.

### Pressupost
Durant el rodatge de la pel·lícula, Steckler necessitava fons, tant per a la pel·lícula com per a les despeses de manutenció. Atlas King, que s'havia fet amic de Steckler, li va donar tres-cents dòlars de la seva pròpia butxaca. El familiar que condueix Jerry en aquesta pel·lícula era el cotxe familiar Steckler.

### Repartiment i equip destacats
Brett O'Hara solia ser un substitut de Susan Hayward. Madame Estrella va ser l'únic paper "real" de la seva carrera.
Sharon Walsh no estava destinada a interpretar Angela. Bonita Jade va rebre el paper, però quan va arribar el moment de la seva escena, va dir que havia de marxar per trobar-se amb el seu xicot bateria perquè ell actuava i ella sempre anava als seus concerts. Steckler estava furiós i va treure Walsh de la línia del cor, dient-li que ara era la protagonista femenina. Walsh ja havia aparegut en diversos números de ball durant la pel·lícula i la van haver de "disfressar-se" amb un nou pentinat de "rusc d'abella".
L'operació de cinematografia/càmera la van dur a terme tres homes que més tard es van convertir en figures importants de la cinematografia: Joseph V. Mascelli, autor de The Five Cs of Cinematography; Vilmos Zsigmond (llistat com William Zsigmond), que més tard guanyaria un Premi Oscar pel seu treball a Encontres a la tercera fase;  i László Kovács (llistat com a Leslie Kovacs).
En algunes projeccions, empleats amb màscares de monstre, de vegades inclòs el mateix Steckler, entraven corrents al teatre per espantar el públic (el truc es va anunciar com a "Hipnovisió al·lucinògena" als pòsters de la pel·lícula).

## Recepció i llegat

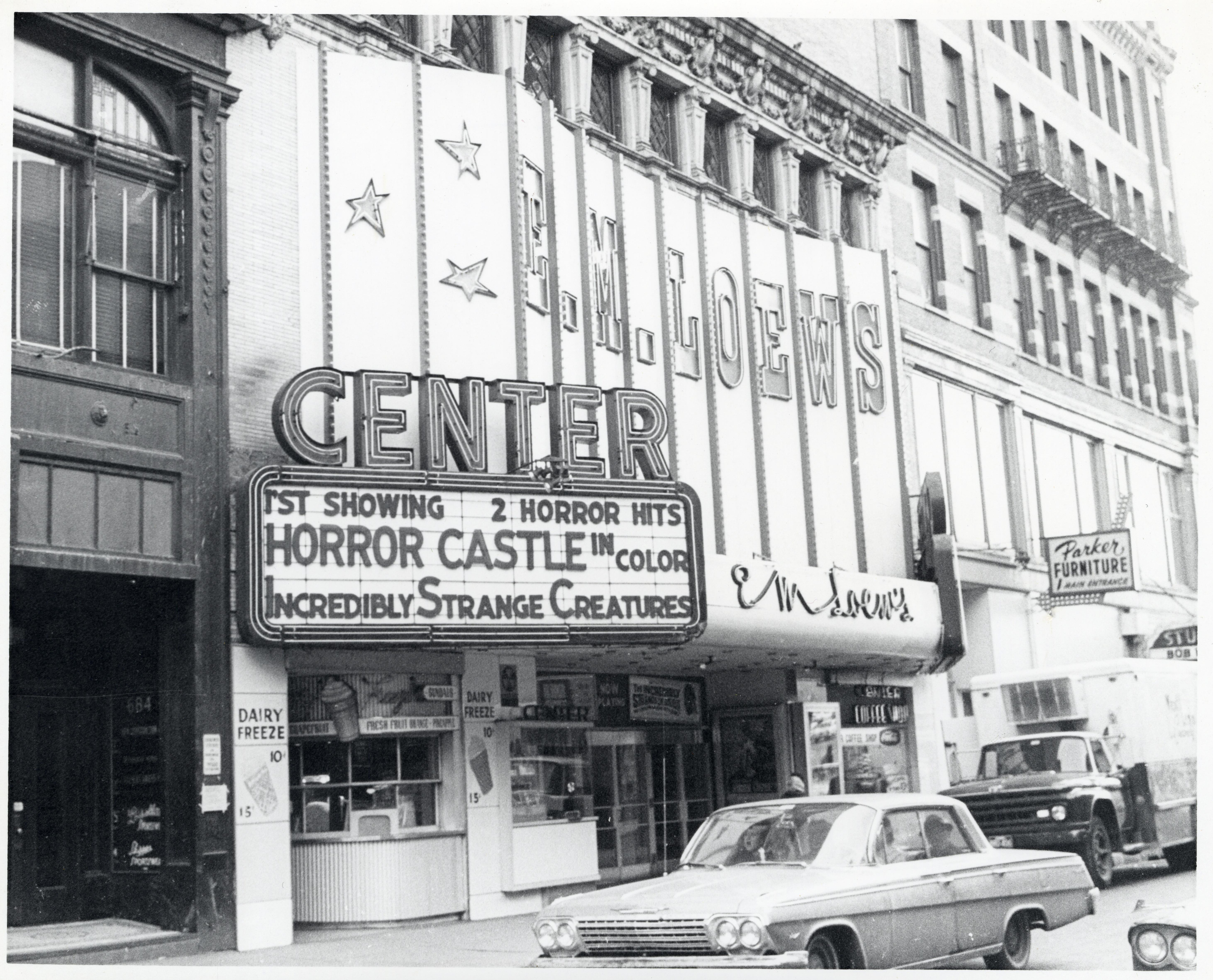
Cinema de Boston el 1965 com a segona pel·lícula

Des del seu llançament, molts crítics han considerat la pel·lícula com una de les pitjors mai fetes. El 2004 el DVD The 50 Worst Movies Ever Made la situava en el número 1.
Variety va escriure: "The Incredibly-Strange Creatures Who Stopped Living, And Became Mixed-Up Zombies és una pel·lícula impactant de baix pressupost sobre assassinats en carnisseria. Uns números de producció musical correctes i una bona direcció superen la fluïdesa del guió i les actuacions. Una fotografia excel·lent afegeix interès visual."
No obstant això, la pel·lícula s'ha convertit des de llavors en un clàssic de culte i ha estat celebrada pels fans de les pel·lícules de sèrie B, camp o kitsch. Leonard Maltin va atorgar a la pel·lícula dues estrelles i mitja de quatre possibles (la seva qualificació més utilitzada), elogiant l'ús dels colors i l'atmosfera inquietant de la pel·lícula, alhora que criticava l'actuació, els diàlegs i la trama simplista de la pel·lícula. Escrivint per a Turner Classic Movies, el crític Richard Harland Smith va descriure la pel·lícula com "cinema de calaix de trastos en la seva forma més impossible de tancar" i "deslligada fins al punt de desfer-se", però va opinar que "és precisament aquesta estètica desgastada, desenvolupada a la pica del bany que explica l'encant desconcertant de la pel·lícula " i que la pel·lícula és "considerablement millor que la seva reputació".
El crític de rock Lester Bangs va escriure un assaig agraït el 1973 sobre "Incredibly Strange Creatures", en què intenta explicar i justificar el valor de la pel·lícula: 
| « | ...aquesta pel·lícula no sols es rebel·la contra, ni tan sols ignora, els estàndards del gust i l'art. A l'univers habitat per The Incredibly Strange Creatures Who Stopped Living and Became Mixed-Up Zombies, mai s'ha sentit a parlar de coses com ara estàndards i responsabilitat. És aquesta puresa lunar la que en gran mesura confereix a la pel·lícula la seva estatura clàssica. Com "Beyond the Valley of the Dolls" i molt poques altres, romandrà com un artefacte en els anys vinents al qual els estudiosos i els cercadors de la veritat poden acudir i dir: "Això era una porqueria!". | » |

Actualment té una qualificació de "Rotten" del 20% a Rotten Tomatoes.
La versió en DVD de Incredibly Strange Creatures inclou pista de comentaris tant de Steckler com del "crític de cinema d'autocine" Joe Bob Briggs.